# 伊萨尔河谷普拉赫
伊萨尔河谷普拉赫（德語：Pullach im Isartal，官方拼写为，發音：[ˈpʊlax ʔɪm ˈiːzaʁˌtaːl] ⓘ），简称普拉赫（Pullach），是德国巴伐利亚州上巴伐利亚行政区慕尼黑县的市镇，面积7.4平方千米，2023年12月31日人口为8,989人。